# Ridgely (Maryland)
Ridgely is een plaats (town) in de Amerikaanse staat Maryland, en valt bestuurlijk gezien onder Caroline County.

## Demografie
Bij de volkstelling in 2000 werd het aantal inwoners vastgesteld op 1352.
In 2006 is het aantal inwoners door het United States Census Bureau geschat op 1485, een stijging van 133 (9,8%).

## Geografie
Volgens het United States Census Bureau beslaat de plaats een oppervlakte van
2,8 km², geheel bestaande uit land. Ridgely ligt op ongeveer 12 m boven zeeniveau.

## Plaatsen in de nabije omgeving
De onderstaande figuur toont nabijgelegen plaatsen in een straal van 12 km rond Ridgely.